# Període dinàstic arcaic

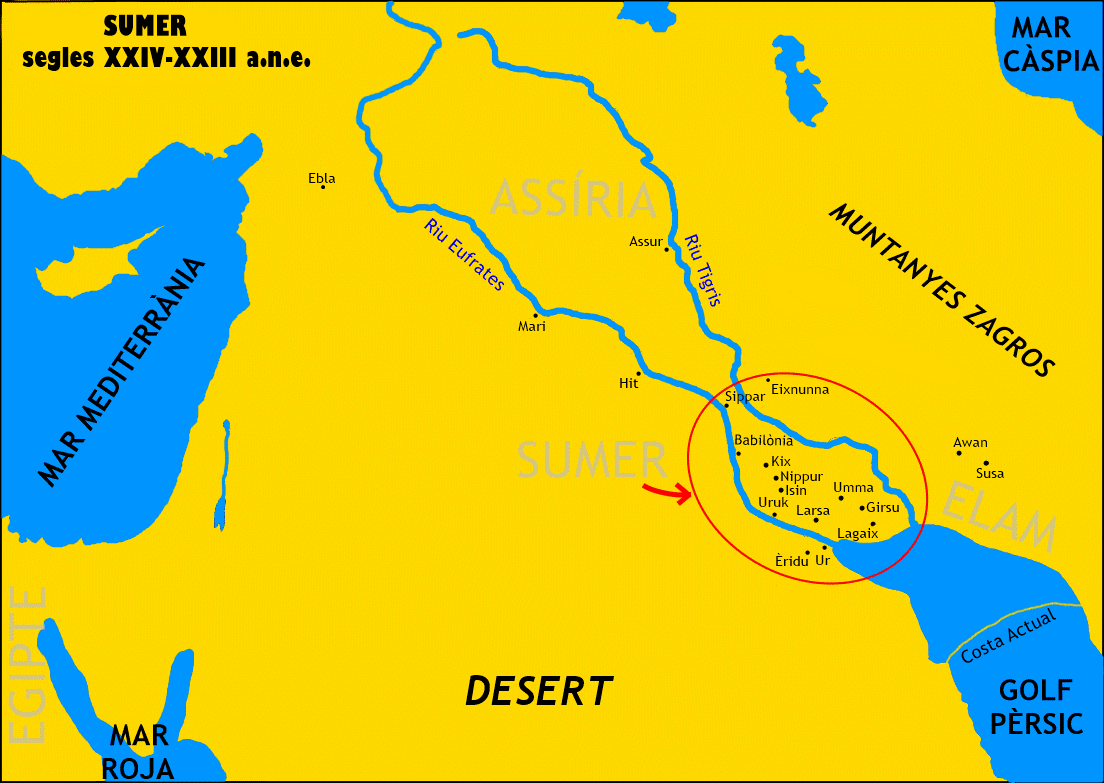
Situació de les principals ciutats sumèries i abast d'aquesta cultura al final del període dinàstic arcaic.

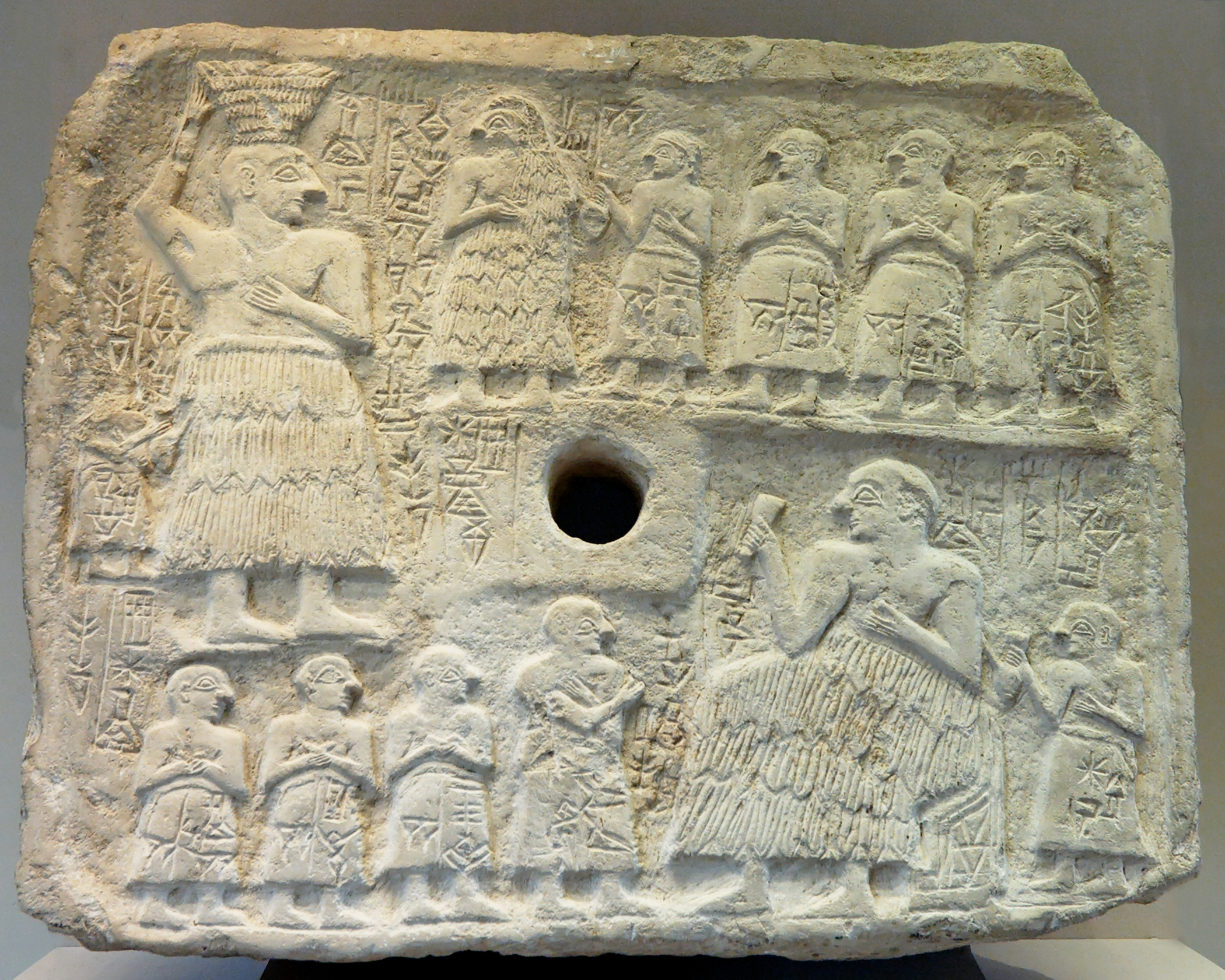
Relleu votiu d'Ur-Nanshe

Es denomina període dinàstic arcaic o període protodinàstic de Mesopotàmia l'etapa de la història de Mesopotàmia compresa entre el 2900 aC i el 2334 aC, és a dir, el període sumeri. Està marcat pel desplaçament de les poblacions rurals cap a les ciutats; i això es tradueix en el naixement de noves urbs. Hi ha escassetat de troballes escrites de la seva etapa inicial, per la qual cosa la seva història és relativament desconeguda. Tanmateix, els textos reapareixen als últims segles del període, mostrant una generalització de les guerres entre ciutats per disputes territorials.

## Periodització
Basant-se en troballes arqueològiques, s'ha pogut dividir cronològicament en diversos subperíodes:
- Protodinàstic I (2900-2775 aC), que cobreix des del final del període primitiu de Jemdet Nasr fins l'aparició de tauletes d'argila arcaiques a Ur.
- Protodinàstic II (2775-2600 aC), quan s'inicia l'emmurallament de les ciutats sumèries. La Llista de reis sumeris esmenta que a Kix governen Mebaragesi i Aka. A la zona septentrional de Sumer i a la del Diyala, es detecta una àmplia colonització semita provinent de més al nord.
- Protodinàstic IIIa (2600-2500 aC), que comença amb Mesalim, rei de Kix i els texts de Xuruppak i d'Abu Salabiokh.
- Protodinàstic IIIb (2500-2334 aC), període més conegut per textos trobats a Girsu i Ebla. Començament de la dinastia d'Ur-Nanshe a Lagaix, època de les tombes reials d'Ur; conclou amb la unificació de la regió per Sargon d'Accad.

## Història
A començaments d'aquest període es van produir importants canvis en el paisatge de la Baixa Mesopotàmia; els cursos fluvials es van concentrar, es reduí el nombre de petits rius i augmentà el cabal dels més grans. S'han observat capes de llim en diferents excavacions en registres corresponents al 2900 aC aproximadament, i això podria indicar que, o bé es van alternar inundacions d'importància en diferents regions, o bé es va produir un únic esdeveniment catastròfic que negà completament la zona, com defensen alguns acadèmics. Aquesta hipòtesi explicaria com és de recurrent el tema d'una mítica gran inundació en la literatura sumèria posterior, com la narrada en l'Atrahasis.
La concentració dels cabals fluvials propicià el creixement de les ciutats situades a les ribes dels grans rius en detriment de les zones salvatges. Aquest moviment demogràfic es visqué especialment a la Baixa Mesopotàmia, tot i que també va tenir representants més al nord. L'aparició de nombroses ciutats rivals portà a la fi de l'hegemonia d'Uruk, que havia dominat la regió durant els segles anteriors, en el que de fet es denomina el període d'Uruk.
No es coneix gaire la història d'aquests primers segles a causa de l'escassetat de registres escrits, tot i que, prenent com a referència els textos posteriors, se suposa que va estar marcada per diferents aliances i faccions de ciutats possiblement enfrontades entre si. De fet, és en aquest període quan les ciutats s'envolten de muralles.

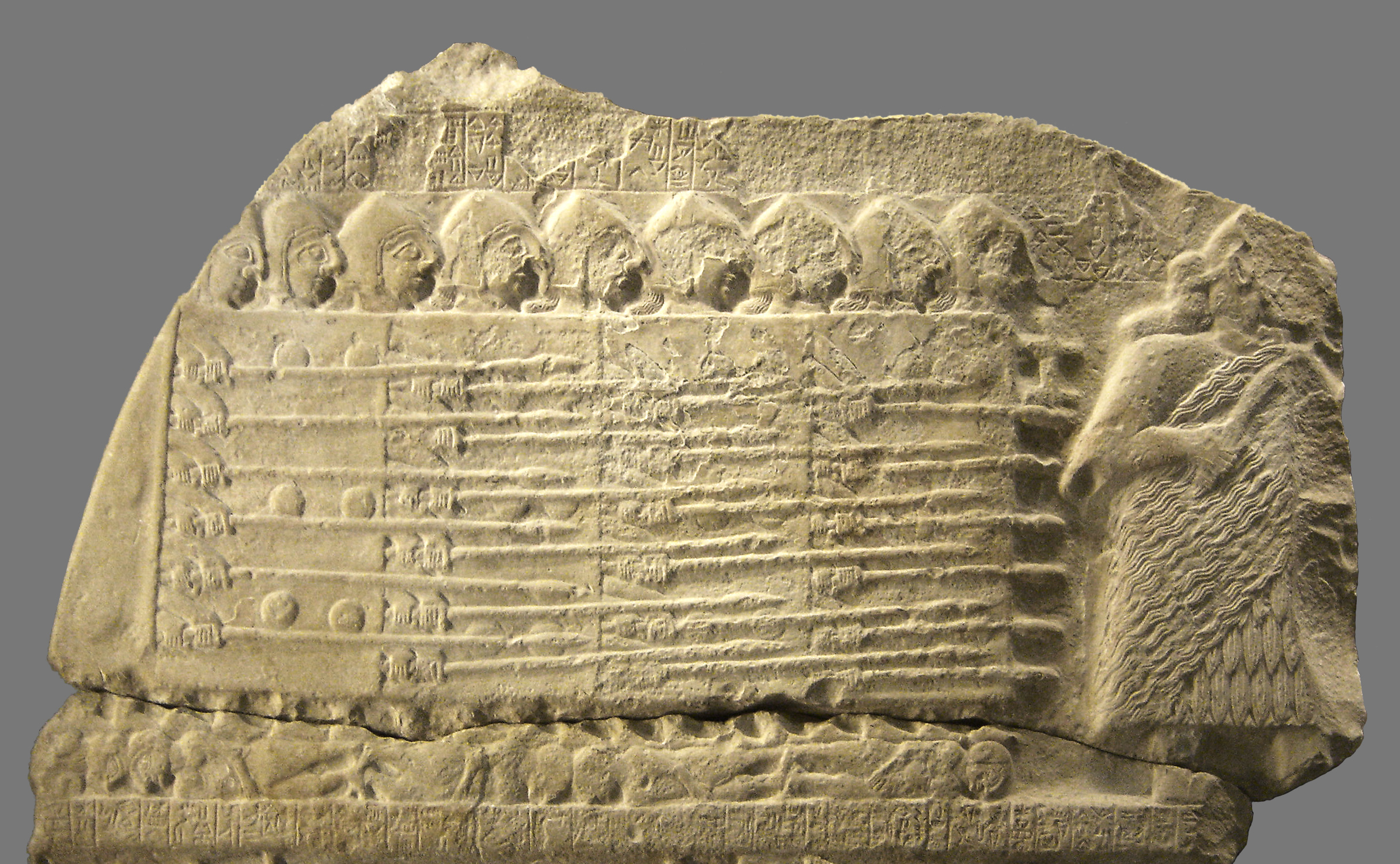
Fragment de l'estela dels Voltors, que commemora la victòria del rei Eannatum I de Lagaix sobre Umma. El fragment representa uns soldats d'Eannatum atacant Umma

A la fi del període els registres escrits reapareixen i demostren haver patit una gran transformació des dels pertanyents al període d'Uruk. En aquests nous textos s'albira la situació bèl·lica que vivia la zona. La més antiga d'aquestes inscripcions (2600 aC) s'ha trobat en un vas d'alabastre i només conté el nom d'un lugal (rei) de Kix, Mebaragesi. És el primer document en què apareix la paraula «lugal» per referir-se a un governant. Altres inscripcions esmenten Aga de Kish, de la Llista de reis sumeris, considerat fill de Mebaragesi, i els reis d'Ur, Meskalamdug i Mesannepada.
A Xuruppak s'han trobat unes tauletes d'argila que parlen de forma poc clara sobre l'arribada d'un contingent, possiblement militar i aliat, per a una tasca que no s'especifica però que bé podria tractar-se de la defensa de la ciutat davant d'un previsible atac. De fet, temps després la ciutat fou incendiada, tot i que cap altre document atesta que Xuruppak es veiés embolicada en cap conflicte.
Tanmateix, és a l'últim segle del període quan les inscripcions es converteixen en veritables textos commemoratius que narren amb detall les victòries i èxits dels seus protagonistes. Un dels més importants dels que es té notícia és en l'anomenada estela dels Voltors, en la qual es narra una disputa entre les ciutats de Lagaix i Umma. El conflicte hauria estat tractat inicialment de manera diplomàtica, amb l'arbitratge del rei de Kix Mesalim. Segons sembla això no va ser suficient i unes generacions després Ukurgal, nou rei de Lagaix, reprengué la guerra contra Umma. La guerra durà fins al regnat del seu fill, Eannatum I (cap al 2500 aC), que no sols va aconseguir la victòria sobre Umma, sinó que s'imposà en tota la zona de Sumer; vencé també Mari a Assíria i el Regne d'Elam (actual Iran). Després d'això, Lagaix va mantenir l'hegemonia fins al regnat del nebot d'Eannatum, Entemena, que s'hagué d'enfrontar novament contra Umma. Malgrat que Lagaix hi resultà victoriosa novament, va perdre la posició hegemònica sobre a la resta de la regió.
Cap al segle XXIV aC arribà al tron d'Umma un nou rei, Lugal-Zage-Si, que començà la conquesta de les ciutats veïnes i s'enfrontà a Urukagina de Lagaix. Urukagina s'havia fet famós per les seves reformes, que havien disminuït els privilegis de la monarquia i el clergat i havia rebaixat els impostos al poble. Lugal-Zage-Si va vèncer a Urukagina i, després de conquerir també Ur, Uruk, i Kix, s'imposà a tota Sumer. Finalment va enviar una expedició cap al Mediterrani seguint el camí de l'Eufrates riu amunt. No arribà a completar el seu imperi a causa de la sobtada aparició d'un nou conqueridor: Sargon d'Accad.

## Govern

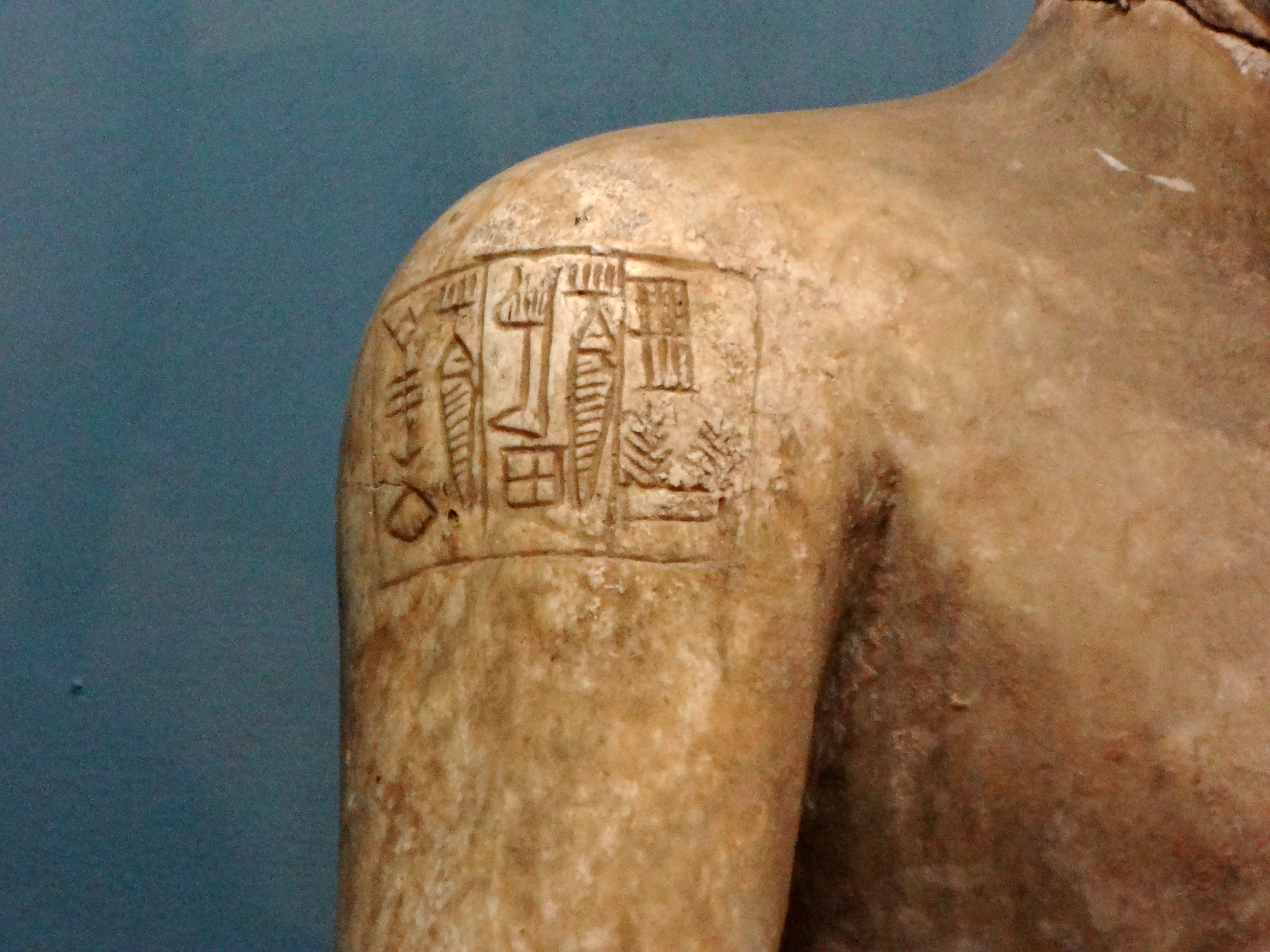
Detall d'una estatueta provinent d'Adab amb la inscripció del nom del «rei» (LUGAL) Lugalda-lu

En el període dinàstic arcaic s'observa una evolució en les formes de govern urbanes. En el període d'Uruk el màxim responsable de l'administració era denominat en o ensi, i no sembla que tingués excessius privilegis, potser se'n tractava d'un lloc simplement administratiu. En aquest mateix període el terme lugal feia referència a un supervisor, subordinat a l'ensi. A començaments del dinàstic arcaic és possible que el càrrec d'ensi passés a tenir principalment atribucions religioses, i guanyés importància el càrrec de lugal. Aquesta transferència de poder s'accentua segons avança el període. Sembla, a més a més, que les atribucions de l'ensi tenien un caràcter més urbà i social, mentre que el lugal s'encarregaria de l'administració del territori agrícola de la perifèria, controlant així l'exèrcit. En no necessitar l'aprovació del temple per al seu atorgament, és probable que el títol de lugal adquirís caràcter hereditari.

## Escriptura

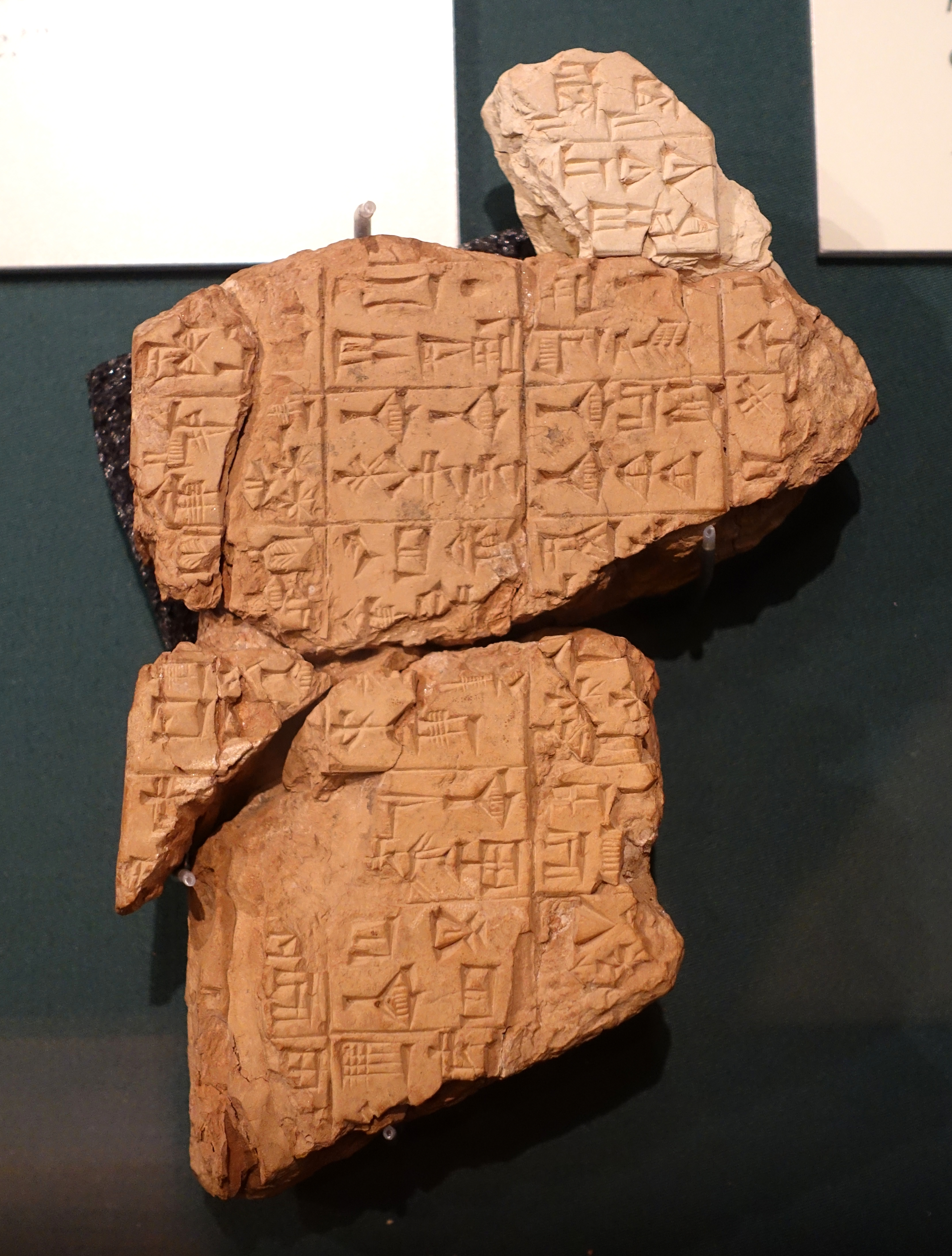
Fragment de les Instruccions de Xuruppak, descobertes a Adab, circa 2600-2500 aC. Museu de l'Institut Oriental de Chicago

A començaments del dinàstic arcaic hi ha una llacuna als textos escrits conservats, i tornen a aparèixer aquests en la segona meitat del període. La comparació entre els textos previs i els posteriors mostra una important evolució en el sistema d'escriptura: mentre que en el període Uruk l'escriptura era pictogràfica -el significat dels dibuixos és la figura que representen-, a mitjan dinàstic arcaic els textos podien llegir-se, és a dir, els caràcters que abans representaven objectes ara representaven sons. És a partir d'aquests textos quan podem conèixer la llengua que es parlava aleshores, el sumeri. El moment en què l'escriptura feu aquest salt s'ha situat a començaments del III mil·lenni aC, al període Jemdet Nasr; on s'ha trobat un text en sumeri que utilitza el signe de la fletxa per representar el so ti.
Les causes del canvi no són clares. Se sap que en el període Uruk l'intercanvi i la relació entre els diferents pobles fou molt més gran que en períodes posteriors. Així, en aquest període el sistema d'escriptura havia de ser llegible per persones de diferents llengües, funció que una escriptura pictogràfica aconseguia millor. En reduir-se l'àmbit d'acció de les ciutats, l'escriptura va poder centrar-se en un sol idioma, i fer així el trasllat a un sistema fonològic.
La transició es va produir per la substitució del significat dels caràcters. Per exemple, en el període d'Uruk dues línies ondulades representaven el concepte «aigua» i es llegien "a". En el nou sistema, aquest mateix símbol representava directament el so a. En algun moment del dinàstic arcaic la forma de lectura de les tauletes d'argila va canviar i els signes van passar a dibuixar-se girats 90°.